# Gen.G (Liên Minh Huyền Thoại)
Gen.G (tiếng Hàn Quốc: 젠지), còn gọi là Gen.G Esports, là một đội tuyển thể thao điện tử chuyên nghiệp bộ môn Liên Minh Huyền Thoại thuộc sở hữu của tổ chức Gen.G Esports, hiện đang thi đấu tại giải LCK của Hàn Quốc.
Lịch sử đội tuyển bắt đầu vào ngày 7 tháng 9 năm 2013. Lúc này tổ chức Samsung đã mua lại suất thi đấu từ hai đội Liên Minh Huyền Thoại của MVP là MVP Blue và MVP Ozone. Họ lập ra hai đội mới lấy tên là Samsung Blue và Samsung Ozone, với các tuyển thủ thuộc hai đội cũ tương ứng của MVP. Đến ngày 11 tháng 6 năm 2014, Samsung Ozone đổi tên thành Samsung White. Sau Chung kết thế giới 2014, Samsung hợp nhất hai đội thành Samsung Galaxy theo quy định của Riot và chia tay toàn bộ thành viên. Sau chức vô địch thế giới năm 2017, đội tuyển được bán lại cho KSV eSports. Đến ngày 3 tháng 5 năm 2018, đội được đổi tên thành Gen.G như ngày nay.
Trong suốt hơn 10 năm tồn tại, Gen.G đã giành được 5 danh hiệu quốc nội, 2 danh hiệu Mid-Season Invitational và 2 chiếc cúp vô địch thế giới các năm 2014, 2017. 

## Giai đoạn hai đội chị em (2013–2014)

### Mùa 3 (2013)
Sau khi LCK Mùa hè 2013 kết thúc, tập đoàn Samsung Electronics lấn sân sang bộ môn Liên Minh Huyền Thoại bằng thương vụ mua lại hai đội MVP Ozone và MVP Blue của tổ chức MVP. Hai đội được đổi tên tương ứng là Samsung Ozone (SSO) và Samsung Blue (SSB). Vì MVP Ozone đã có suất tham dự Chung kết thế giới 2013, Samsung Ozone nghiễm nhiên được tham dự giải này. Trong lần đầu tiên ra mắt tại sân chơi Liên Minh Huyền Thoại lớn nhất hành tinh, họ được xếp vào bảng B cùng với Fnatic, Gambit Gaming, Team Vulcun và Mineski. Có cùng tỉ số 5–3 với Gambit, Samsung Ozone buộc phải đánh tie-break để tranh vé vào tứ kết. Tuy nhiên, họ đã thất bại.

### Mùa 4 (2014)

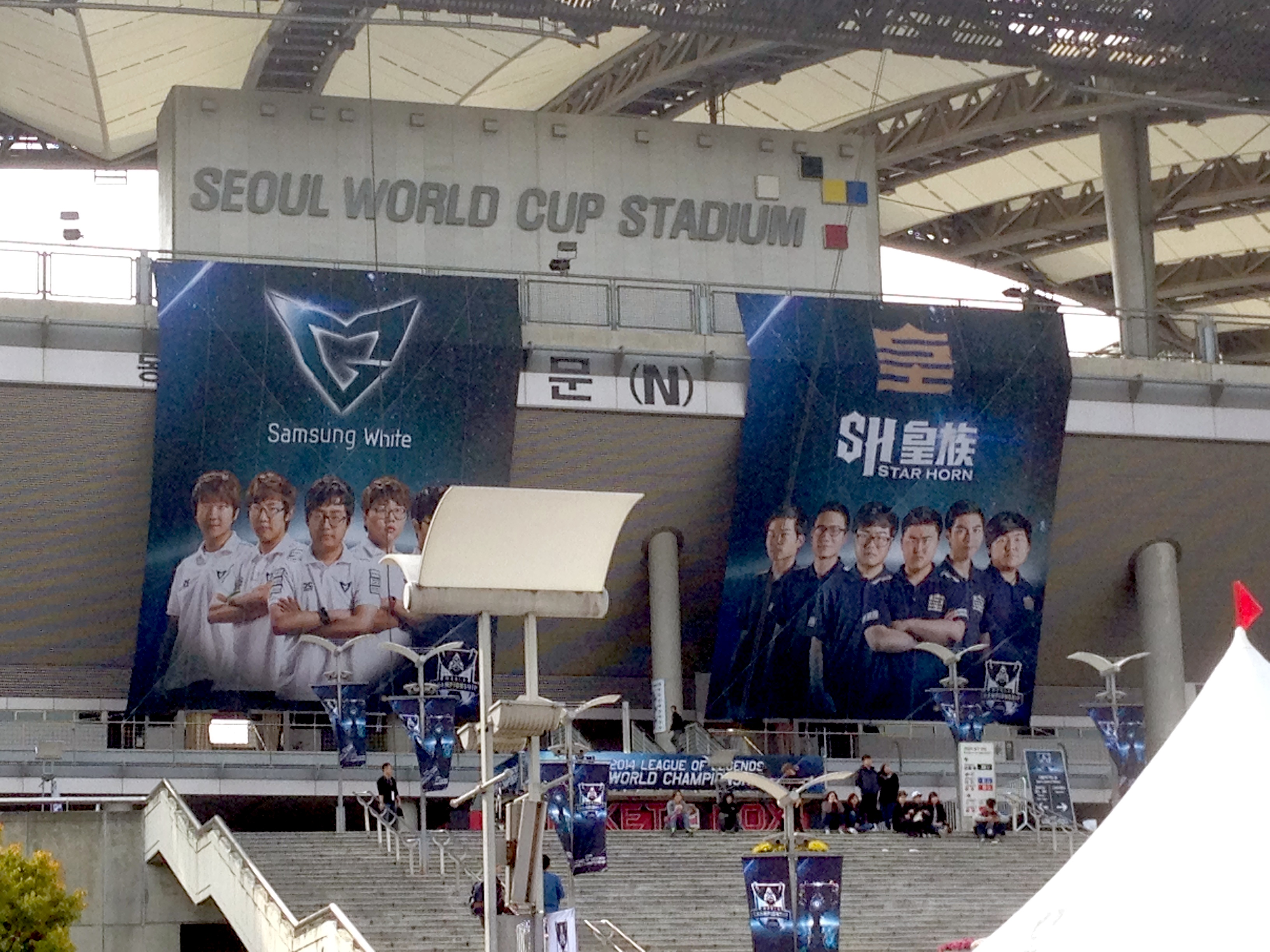
Áp phích trận chung kết giữa SSW và SHR trong khuôn khổ Chung kết thế giới 2014

Sau kết quả đáng quên tại kỳ Chung kết thế giới 2013, Ozone đã có sự tiến bộ tại LCK Mùa đông khi họ đứng hạng hai vòng bảng chỉ sau SKT T1 K. Về phía Samsung Blue, đội đã tham dự vòng loại World Cyber Game 2013 khu vực Hàn Quốc và tiến đến trận chung kết trước khi bị CJ Entus đánh bại. Samsung Blue cũng tham gia vòng thăng hạng và giành quyền tham dự LCK Mùa đông 2013–14. Sau khi giải mùa đông kết thúc, đã có sự trao đổi đường giữa giữa hai đội: PawN từ Blue gia nhập Ozone, còn dade rời Ozone để sang Blue. Việc trao đổi đã mang đến những hiệu quả tích cực cho cả hai đội khi Samsung Blue đoạt quán quân và á quân của hai giải Xuân – Hè, còn Ozone đều đứng top ba trong cả hai mùa giải. Samsung Ozone sau đó đổi tên thành Samsung White (SSW). Cùng có 525 điểm tích lũy với SKT T1 K (SKT) sau giải Mùa hè, Samsung White đã đánh bại SKT để giành lấy vị trí hạt giống số hai tại Chung kết thế giới 2014. Tại đó, hai đội Samsung chạm mặt nhau ở bán kết và phần thắng đã nghiêng về Samsung White sau 3 ván đấu dù họ là đội bị đánh giá yếu hơn. Tiến vào chung kết, SSW cũng thể hiện một lối chơi áp đảo khi họ đánh bại Star Horn Royal Club với tỉ số 3–1. Đội hình vô địch năm 2014 của SSW được đánh giá là một trong những đội hình mạnh nhất lịch sử các kỳ Chung kết thế giới.

## Giai đoạn Samsung Galaxy (2015–2017)

### Mùa 5 (2015)
Khi Riot Games đưa ra quy định cấm một tổ chức sở hữu nhiều hơn một đội, Samsung đã nói lời chia tay với tất cả tuyển thủ thuộc hai đội Blue, White. Ngày 28 tháng 11 năm 2014, Samsung Galaxy (SSG) ra đời trên cơ sở sáp nhập hai đội tuyển cũ. Đội hình mới của Samsung đã có một năm thi đấu không mấy thuận lợi khi họ nằm trong nhóm phải đánh trụ hạng ở LCK Mùa xuân và chỉ đứng hạng 7 ở giải Mùa hè. Trong giai đoạn tiền mùa giải 2016, Samsung tham gia KeSPA Cup và chạm mặt ESC Ever ngay vòng đầu tiên. Trái với kỳ vọng, họ bị Ever đánh bại sau hai ván chóng vánh, kết thúc một năm 2015 với thành tích không mấy khả quan.

### Mùa 6 (2016)
Hoàn thành vòng bảng LCK Mùa xuân 2016 với tỉ số 10-8, SSG đã thất bại trong loạt tie-break tranh hạng 5 trước Afreeca Freecs và không được tham dự play-off. Trong giai đoạn giữa mùa, SSG mang về xạ thủ Ruler và đưa CoreJJ xuống vị trí hỗ trợ, mở ra một chương mới trong lịch sử đội tuyển. Họ đứng thứ 4 tại LCK Mùa hè và giành được tấm vé vào chơi Chung kết thế giới 2016 sau khi đánh bại KT Rolster một cách đầy bất ngờ ở vòng loại khu vực. SSG lần lượt đứng nhất bảng D, đánh bại C9 3–0 ở tứ kết, H2K 3–0 ở bán kết để đối đầu với SKT ở chung kết. Sau khi để thua 2 ván đầu trong loạt Bo5, Samsung đã chiến đấu để cân bằng tỉ số thành 2–2. Đến ván 5, trong một pha mắc lỗi di chuyển của xạ thủ Ruler, hỗ trợ CoreJJ đã bị SKT hạ gục và họ cũng dần mất đi lợi thế trong ván đấu, dẫn đến chức vô địch thuộc về tay đối thủ.

### Mùa 7 (2017)
Sau thất bại đáng tiếc trước SKT năm 2016, con đường đến với Chung kết thế giới 2017 của SSG cũng không kém phần khó khăn. Họ dừng bước ở bán kết của LCK Mùa xuân và phải tranh vé dự Chung kết thế giới với Afreeca Freecs và KT Rolster ở Mùa hè. Sau khi lội ngược dòng trước Afreeca trong loạt Bo5 căng thẳng, SSG đã gây bất ngờ khi đánh bại đội hình nhiều siêu sao của KT Rolster với tỉ số 3–0, qua đó giúp họ giành được tấm vé thứ ba của khu vực tham dự chung kết thế giới được tổ chức tại quê nhà Hàn Quốc. Samsung đã đứng vị trí thứ 2 bảng C và gặp Longzhu Gaming ở tứ kết. Trái với suy nghĩ của nhiều người, Samsung đã đánh bại đương kim vô địch LCK với tỉ số 3–0. Sau đó, họ đụng độ Team WE của LPL ở bán kết và cũng giành chiến thắng với tỉ số 3–1 dù bị dẫn trước một ván. Đến trận chung kết, Samsung thể hiện một phong độ cao và đánh bại đương kim vô địch thế giới SKT với tỉ số 3–0, chấm dứt triều đại kéo dài 2 năm của đội tuyển này.
Sau khi lên ngôi tại Chung kết thế giới, KSV đã mua lại đội tuyển vào ngày 30 tháng 11 năm 2017. Tất cả thành viên ban huấn luyện và tuyển thủ của SSG đều được giữ lại.

## Giai đoạn KSV – Gen.G (2018–nay)

### Những thất bại ban đầu (2018–2021)
Sau thương vụ mua lại Samsung Galaxy, KSV eSports đã thi đấu tại LCK Mùa xuân 2018 và chỉ đứng hạng 5 chung cuộc. Sau giải đấu, đội tuyển được đổi tên thành Gen.G vào ngày 3 tháng 5 năm 2018. Cũng như năm 2017, Gen.G lại phải tranh tấm vé cuối dự Chung kết thế giới ở vòng loại khu vực khi họ chỉ đứng hạng 5 vòng play-off LCK Mùa hè. Kịch bản như được lặp lại, họ đánh bại đối thủ Kingzone DragonX 3-0 và tiến đến Chung kết thế giới với vị thế đương kim vô địch. Tuy sở hữu đội hình vừa vô địch thế giới, Gen.G lại gây thất vọng khi bị loại từ vòng bảng với tỉ số 1–5, xếp dưới cả Cloud9 hay Team Vitality. Cuối năm ấy, Ambition giải nghệ còn Crown chuyển sang Bắc Mỹ thi đấu.
Giai đoạn 2018–2021 là giai đoạn sa sút nhất của Gen.G khi họ không thể chinh phục bất cứ danh hiệu nào. Thành tích tốt nhất mà họ đoạt được chỉ là 2 chức á quân LCK và top 4 Chung kết thế giới (vào năm 2021) dù đã đưa về rất nhiều ngôi sao như Peanut, Bdd hay Clid. Họ thậm chí còn vắng mặt tại Chung kết thế giới năm 2019 do thành tích yếu kém.

### Khởi sắc dưới thời huấn luyện viên Score (2021–2023)

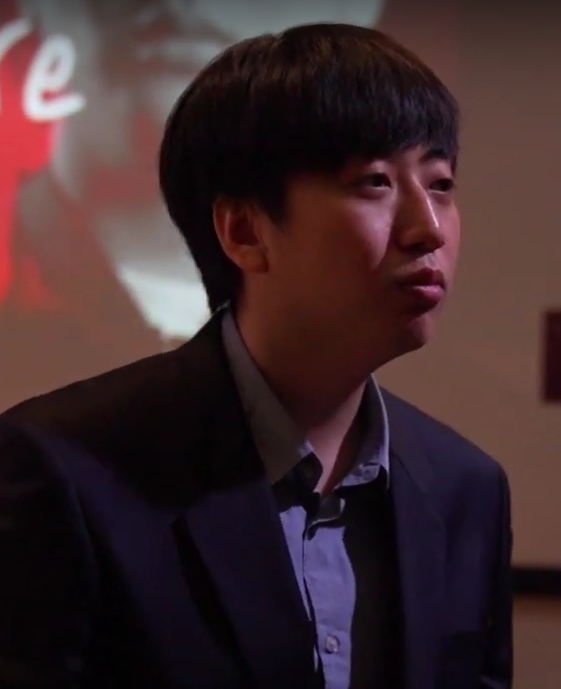
HLV Score của Gen.G

Sau thành tích không mấy khả quan trong các năm vừa qua, Gen.G đã cải tổ lại đội hình bằng những bản hợp đồng đắt giá. Họ đưa Peanut quay lại từ Nongshim. Họ chiêu mộ Chovy và Lehends cùng Doran, ba nhân tố trong đội hình Griffin từng gây tiếng vang tại LCK. Về ban huấn luyện, họ chọn Score làm huấn luyện viên trưởng. Thành công đầu tiên đã đến khi họ giành được chức á quân LCK Mùa xuân 2022. Sau đó đến Mùa hè, Gen.G đánh bại T1 sau 3 ván đấu ở chung kết tổng để có lần đầu tiên nâng cao chiếc cúp quốc nội kể từ khi đổi tên. Tiến đến Chung kết thế giới với vị thế hạt giống số một, Gen.G đã giành được vị trí đầu bảng D sau trận tie-break trước RNG. Đối đầu với đối thủ được đánh giá yếu hơn là DRX ở bán kết, Gen.G lại bất ngờ bị đánh bại với tỉ số 1–3 và phải rời giải dù đang là ứng cử viên số một cho chức vô địch.
Trước khi bắt đầu mùa giải 2023, Gen.G đã nói lời chia tay với xạ thủ huyền thoại Ruler cùng hỗ trợ Lehends. Họ đưa Peyz lên từ đội Challengers và chiêu mộ hỗ trợ Delight. Cặp đôi đường dưới mới của Gen.G, dưới áp lực từ cái bóng lớn của Ruler, vẫn giành được chức vô địch LCK Mùa xuân 2023 sau khi đi lên từ nhánh thua. Có được tấm vé tham dự MSI, Gen.G thi đấu không tốt trước đối thủ cũ T1 ở nhánh thắng cũng như hạt giống số hai của LPL, Bilibili Gaming (BLG) ở nhánh thua và phải nhận thất bại không gỡ sau 3 ván đấu trước đội tuyển này. Sang Mùa hè, Gen.G lại một lần nữa đoạt được chức vô địch quốc nội sau khi đánh bại T1 3–0 ở chung kết tổng. Dù mang đến Chung kết thế giới một đội hình được xem là ứng cử viên sáng giá cho chức vô địch, Gen.G tiếp tục để thua trước Bilibili Gaming sau 5 ván đấu và phải dừng chân sớm ở tứ kết.

### Giai đoạn huấn luyện viên Kim (2023–nay)
Sau khi sảy chân trước BLG tại Chung kết thế giới 2023, Gen.G đã thay thế hầu hết đội hình khi đưa về Kiin, Canyon và mang về người cũ Lehends. Đối với vị trí huấn luyện viên, Kim "Kim" Jung-su, người từng vô địch Chung kết thế giới với iG năm 2018, được lựa chọn để dẫn dắt đội tuyển. Với một đội hình được đánh giá rất cao, họ dễ dàng có được vị trí dẫn đầu vòng bảng LCK Mùa xuân 2024. Sau khi đánh bại T1 với tỉ số 3–2 ở chung kết tổng, Gen.G tiếp tục giành lấy chiếc cúp quốc nội và trở thành đội tuyển đầu tiên vô địch LCK 4 lần liên tiếp. Ngày 19 tháng 5, Gen.G có được danh hiệu MSI đầu tiên trong lịch sử đội tuyển sau khi đánh bại Bilibili Gaming 3–1 ở chung kết tổng, đồng thời cũng là danh hiệu quốc tế đầu tiên kể từ khi đội được nhượng lại từ Samsung. Sau khi thất bại trước Hanwha Life Esports (HLE) ở chung kết tổng LCK Mùa hè 2024, Gen.G đã không thể bảo vệ chức vô địch và phải trở thành á quân của giải đấu. Đội tuyển cũng dừng chân tại bán kết Chung kết thế giới năm đó sau khi để thua T1 với tỉ số 1–3.
Năm 2025, Gen.G đoạt được tấm vé tham dự MSI 2025 sau khi đứng thứ nhất vòng 1–2 và đánh bại HLE với tỉ số 3–2 ở Đường tới MSI. Ngày 13 tháng 7, Gen.G đánh bại T1 ở trận chung kết tổng, qua đó giành lấy chức vô địch MSI thứ hai của đội.

## Tổng quan mùa giải
Danh sách thống kê chỉ bao gồm các giải thường niên, gồm LCK, MSI và Chung kết thế giới.

### Samsung Ozone – Samsung White
| Năm  | Năm      | League of Legends Champions Korea | League of Legends Champions Korea | League of Legends Champions Korea | League of Legends Champions Korea | League of Legends Champions Korea | League of Legends Champions Korea | Chung kết thế giới |
| Năm  | Năm      | ST                                | T                                 | H                                 | B                                 | BXH                               | Play-off                          | Chung kết thế giới |
| ---- | -------- | --------------------------------- | --------------------------------- | --------------------------------- | --------------------------------- | --------------------------------- | --------------------------------- | ------------------ |
| 2013 | 2013     | Không tham dự                     | Không tham dự                     | Không tham dự                     | Không tham dự                     | Không tham dự                     | Không tham dự                     | Vòng bảng          |
| 2014 | Mùa đông | 4                                 | 3                                 | 1                                 | 0                                 | 1                                 | Á quân                            | Vô địch            |
| 2014 | Mùa xuân | 3                                 | 3                                 | 0                                 | 0                                 | 1                                 | 3                                 | Vô địch            |
| 2014 | Mùa hè   | 3                                 | 2                                 | 1                                 | 0                                 | 1                                 | 3                                 | Vô địch            |

### Samsung Blue
| Năm  | Năm      | League of Legends Champions Korea | League of Legends Champions Korea | League of Legends Champions Korea | League of Legends Champions Korea | League of Legends Champions Korea | League of Legends Champions Korea | Chung kết thế giới |
| Năm  | Năm      | ST                                | T                                 | H                                 | B                                 | BXH                               | Play-off                          | Chung kết thế giới |
| ---- | -------- | --------------------------------- | --------------------------------- | --------------------------------- | --------------------------------- | --------------------------------- | --------------------------------- | ------------------ |
| 2014 | Mùa đông | 3                                 | 0                                 | 3                                 | 0                                 | 2                                 | Tứ kết                            | Bán kết            |
| 2014 | Mùa xuân | 3                                 | 2                                 | 1                                 | 0                                 | 1                                 | Vô địch                           | Bán kết            |
| 2014 | Mùa hè   | 3                                 | 2                                 | 1                                 | 0                                 | 1                                 | Á quân                            | Bán kết            |

### Samsung Galaxy
| Năm  | Năm      | League of Legends Champions Korea | League of Legends Champions Korea | League of Legends Champions Korea | League of Legends Champions Korea | League of Legends Champions Korea | Chung kết thế giới |
| Năm  | Năm      | ST                                | T                                 | B                                 | BXH                               | Play-off                          | Chung kết thế giới |
| ---- | -------- | --------------------------------- | --------------------------------- | --------------------------------- | --------------------------------- | --------------------------------- | ------------------ |
| 2015 | Mùa xuân | 14                                | 2                                 | 12                                | 8                                 | Không tham dự                     | Không tham dự      |
| 2015 | Mùa hè   | 18                                | 6                                 | 12                                | 7                                 | Không tham dự                     | Không tham dự      |
| 2016 | Mùa xuân | 18                                | 10                                | 8                                 | 6                                 | Không tham dự                     | Á quân             |
| 2016 | Mùa hè   | 18                                | 12                                | 6                                 | 4                                 | 4                                 | Á quân             |
| 2017 | Mùa xuân | 18                                | 14                                | 4                                 | 2                                 | 3                                 | Vô địch            |
| 2017 | Mùa hè   | 18                                | 13                                | 5                                 | 3                                 | 4                                 | Vô địch            |

### KSV – Gen.G
| Năm  | Năm      | League of Legends Champions Korea | League of Legends Champions Korea | League of Legends Champions Korea | League of Legends Champions Korea | League of Legends Champions Korea | Mid-Season Invitational | Chung kết thế giới |
| Năm  | Năm      | ST                                | T                                 | B                                 | BXH                               | Play-off                          | Mid-Season Invitational | Chung kết thế giới |
| ---- | -------- | --------------------------------- | --------------------------------- | --------------------------------- | --------------------------------- | --------------------------------- | ----------------------- | ------------------ |
| 2018 | Mùa xuân | 18                                | 9                                 | 9                                 | 5                                 | 5                                 | Không tham dự           | Vòng bảng          |
| 2018 | Mùa hè   | 18                                | 13                                | 5                                 | 4                                 | 5                                 | Không tham dự           | Vòng bảng          |
| 2019 | Mùa xuân | 18                                | 5                                 | 13                                | 7                                 | Không tham dự                     | Không tham dự           | Không tham dự      |
| 2019 | Mùa hè   | 18                                | 10                                | 8                                 | 6                                 | Không tham dự                     | Không tham dự           | Không tham dự      |
| 2020 | Mùa xuân | 18                                | 14                                | 4                                 | 1                                 | Á quân                            | Không được tổ chức      | Tứ kết             |
| 2020 | Mùa hè   | 18                                | 14                                | 4                                 | 3                                 | 3                                 | Không được tổ chức      | Tứ kết             |
| 2021 | Mùa xuân | 18                                | 13                                | 5                                 | 2                                 | Á quân                            | Không tham dự           | Bán kết            |
| 2021 | Mùa hè   | 18                                | 12                                | 6                                 | 2                                 | 3                                 | Không tham dự           | Bán kết            |
| 2022 | Mùa xuân | 18                                | 15                                | 3                                 | 2                                 | Á quân                            | Không tham dự           | Bán kết            |
| 2022 | Mùa hè   | 18                                | 17                                | 1                                 | 1                                 | Vô địch                           | Không tham dự           | Bán kết            |
| 2023 | Mùa xuân | 18                                | 13                                | 5                                 | 2                                 | Vô địch                           | 4                       | Tứ kết             |
| 2023 | Mùa hè   | 18                                | 16                                | 2                                 | 2                                 | Vô địch                           | 4                       | Tứ kết             |
| 2024 | Mùa xuân | 18                                | 17                                | 1                                 | 1                                 | Vô địch                           | Vô địch                 | Bán kết            |
| 2024 | Mùa hè   | 18                                | 17                                | 1                                 | 1                                 | Á quân                            | Vô địch                 | Bán kết            |
| 2025 | 2025     | –                                 | –                                 | –                                 | –                                 | –                                 | Vô địch                 | –                  |

## Thành tích

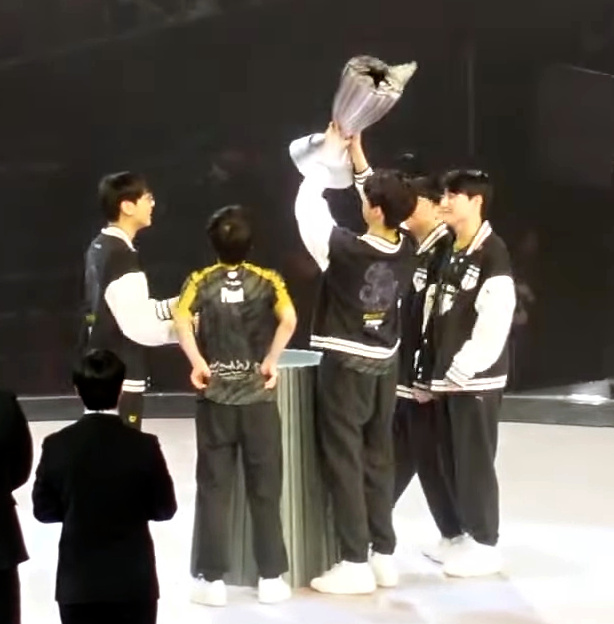
Tập thể Gen.G nâng cao chiếc cúp LCK Mùa xuân 2023

### Danh hiệu quốc nội
- League of Legends Champions Korea: 5
  - Mùa xuân 2014, Mùa hè 2022, Mùa xuân 2023, Mùa hè 2023, Mùa xuân 2024

### Danh hiệu quốc tế
- Mid-Season Invitational: 2
  - 2024, 2025
- Giải vô địch thế giới Liên Minh Huyền Thoại: 2
  - 2014, 2017

### Danh hiệu khác
- LoL Masters: 1
  - 2014
- Intel Extreme Masters: 1
  - Gyeonggi 2016[49]
- Esports World Cup – Liên Minh Huyền Thoại: 1
  - 2025[50]